# ZSU-57-2
ZSU-57-2 je sovětský samohybný protiletadlový systém. Zkratka "ZSU" (Zenitnaja samochodnaja ustanovka, rusky Зенитная Самоходная Установка) znamená protiletadlová samohybná sestava. Číslice 57-2 pak označují ráži a počet kanónů. Byl nasazen ve válce ve Vietnamu, Jugoslávii i blízkém východě. Dnes je tento systém zastaralý, jeho kanony nejsou řízeny radiolokátorem, nýbrž opticky a tak je v noci či špatném počasí téměř nemožné zasáhnout cíl. Šlo o první masově vyráběný sovětský samohybný protiletadlový systém.